# Tartán Royal Stewart

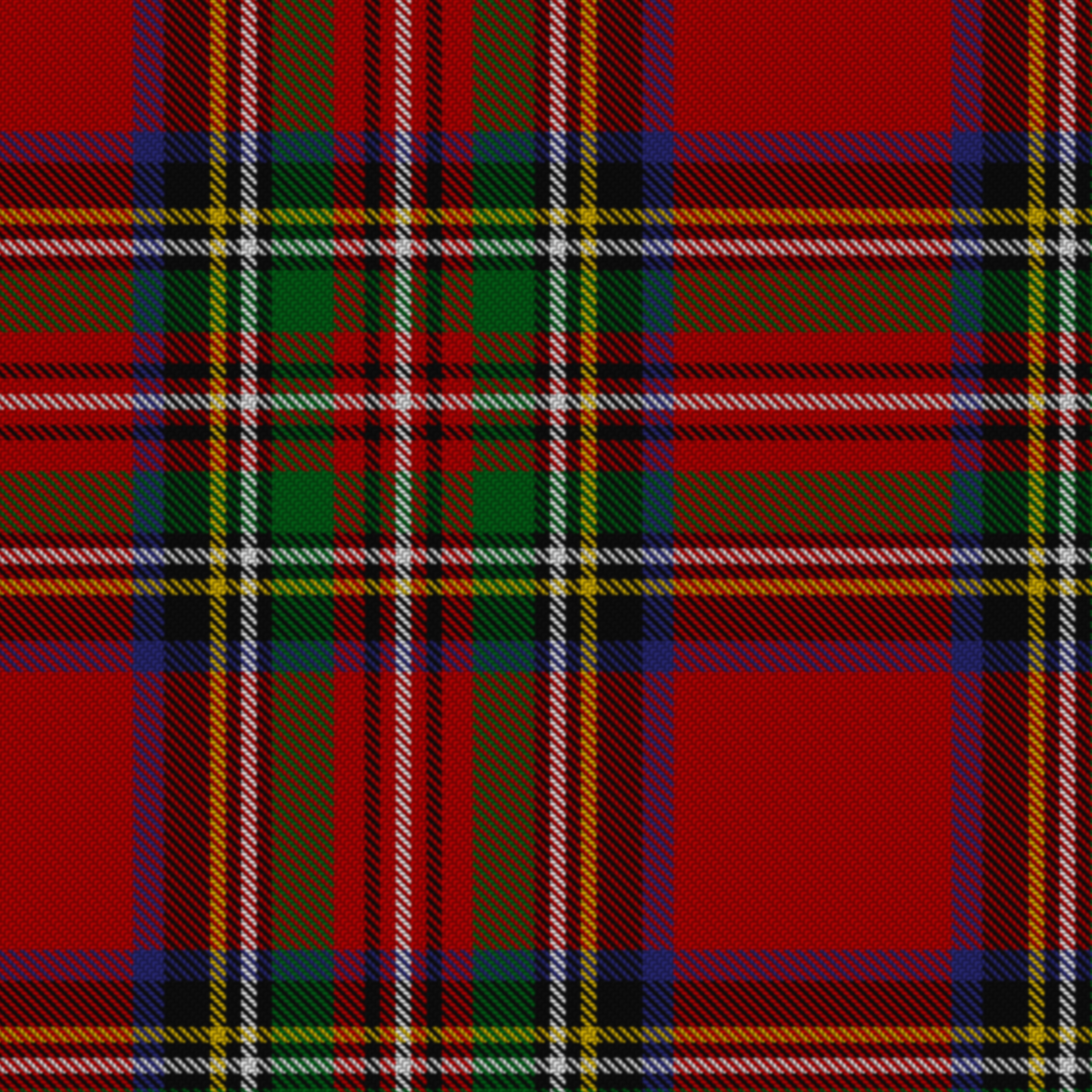
El tartán Royal Stewart

El Tartán Royal Stuart es uno de los tartanes más populares y conocidos, siendo fuertemente asociado a la casa real de Estuardo, además es el tartán personal del monarca británico, Carlos III como rey de Escocia. De acuerdo a los archivos del registro escocés de tartanes, sus primeras apariciones son alrededor de 1800 antes de que se formalizara el registro, siendo utilizado por la familia real. Jorge IV intentó restringir su uso en 1822 sin éxito, convirtiéndose, en la práctica, en un tartán universal. 
Oficialmente, el Royal Stuart es utilizado por los gaiteros del tercer regimiento «Black Watch» de Escocia, el regimiento de dragones reales y la Guardia Escocesa. Otros autorizados por la casa real para usarlo son los grupos scouts n.° 5 de Potters Bar y de Bolton, los cuales están autorizados a usarlos en su pañoleta, la banda de la Queen's University en Kingston, Ontario y los gaiteros del tercer batallón del regimiento real australiano.
La Casa de Fitz-James Stuart, asociada a los Duques de Alba, también tiene derecho sobre el uso del tartán, como rama colateral de los Estuardo.

## Trasfondo

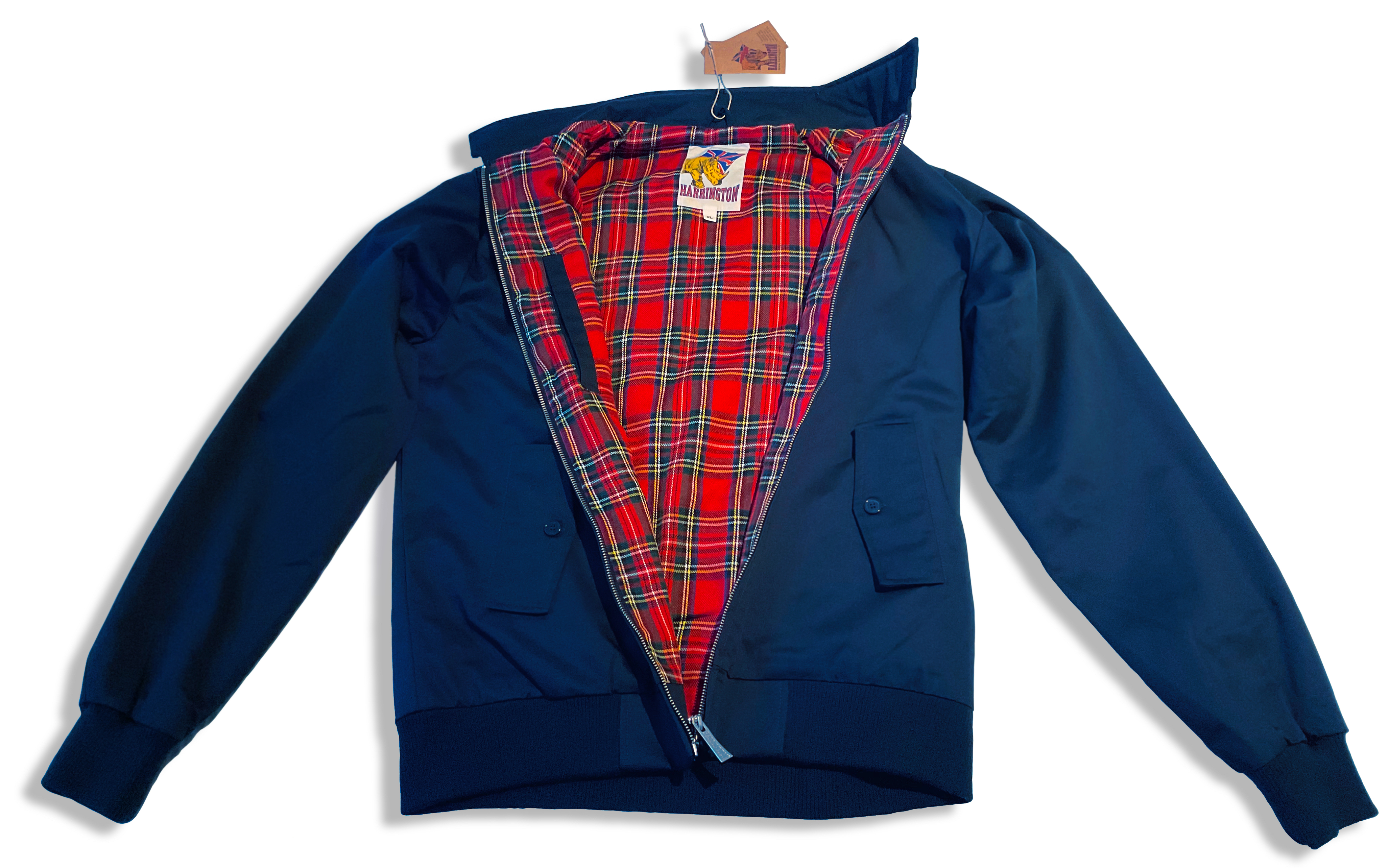
Abrigo con forrado de tartán Royal Stuart.

En teoría, al ser un tartán reservado al monarca, no debería de ser usado sin permiso, cosa que consigna el registro escocés de tartanes, pero debido a su masificación se ha vuelto en la práctica en un tartán de uso universal (tal como otros como el Blackwatch, el Stuart de caza, o tartanes específicos como Flor de Escocia). Los expertos atribuyen esta masificación a la «comercialización en tiempos modernos«. Esto ha provocado que aun cuando se permita el uso «oficial» del tartán, se tolere su uso en accesorios, en kilts, en bufandas o incluso como parte de otras prendas. Para compensar esto, el príncipe consorte Alberto del Reino Unido, creó el Tartán Balmoral, que sí tiene una restricción de uso reservada solamente a los miembros de la familia real y a los gaiteros de castillo de Balmoral quienes están autorizados a usarlo. 
Hay que añadir que el Royal Stuart ha sido un símbolo de la moda Punk desde sus inicios en los años 70 como signo de rebeldía, así como de uso extendido en la cultura popular, usado por el piloto de Fórmula Uno Jackie Stewart en su casco, así como también usado por Eric Faulkner como parte de la decoración de sus trajes de su banda, Bay City Rollers. 